# انیگو دیاز دی سریو
انیگو دیاز دی سریو (انگلیسی: Iñigo Díaz de Cerio؛ زادهٔ ۱۵ مهٔ ۱۹۸۴) بازیکن فوتبال اهل اسپانیا است.
از باشگاه‌هایی که در آن بازی کرده‌است می‌توان به باشگاه فوتبال میراندس، باشگاه فوتبال رئال سوسیداد، باشگاه فوتبال نومانسیا، باشگاه فوتبال اتلتیک بیلبائو، و باشگاه فوتبال کوردوبا اشاره کرد.